# Runddysse im Lunkeris Skov
 Der Runddysse im Lunkeris Skov ist ein Dolmen östlich von Bjerreby im Süden der Insel Tåsinge in der Region Syddanmark in Dänemark. Der Dolmen stammt aus der Jungsteinzeit etwa 3500–2800 v. Chr. und ist eine Megalithanlage der Trichterbecherkultur (TBK).
Der etwa 1,0 m hohe leicht ovale Hügel des Runddysse misst etwa 9,0 × 8,0 m. Eine Randsteinkette aus sieben Steinen ist erkennbar. In der Mitte des Hügels liegt die Vertiefung der Kammer eines Dolmens, von der jedoch keine Steine erhalten sind.
In der Nähe liegt der Runddysse im Tvede Skov.